# Марджорі Доу
Маргарет Гаус (англ. Margaret House), відома як Марджорі Доу (англ. Marjorie Daw; 19 січня 1902 — 18 березня 1979) — американська акторка німого кіно. З 1914 по 1927 рік знялася в 68 фільмах.

## Біографія
Народилася в Колорадо-Спрінгс, штат Колорадо. Почала виступати на сцені ще підлітком, щоб підтримати молодшого брата і себе після смерті батьків. Дебютувала в кіно в 1914 році і стабільно працювала протягом 1920-х років. Припинила зніматися після появи звукового кіно.
Була одружена з режисером Едвардом Сазерландом з 1923 року; дітей не мала. Після розлучення з в 1925 році одружилася з Майроном Селзником в 1929 році, шлюб розпався в 1942 році.
Померла 18 березня 1979 року в Хантінгтон — Біч, штат Каліфорнія, у 77-річному віці.

## Вибрана фільмографія
- 1916 — Жінка Жанна
- 1917 — Кігті ягуара
- 1917 — Сучасний мушкетер / A Modern Musketeer
- 1917 — Ребекка з ферми Саннібрук
- 1923 — Небезпечна прислуга